# Брезояну, Габриэль
Габриэль Брезояну (рум. Gabriel Brezoianu, родился 18 января 1977 года в Бухаресте) — румынский регбист, выступавший на позициях центра и винга.

## Биография
На клубном уровне Брезояну выступал за румынские клубы «Динамо» и «Стяуа» из Бухареста, а также за клубы чемпионата Франции — «Бордо-Бегль» (10 игр и 10 очков в сезонах 2001/2002 и 2002/2003), «Дакс» (21 игра и 25 очков в сезоне 2005/2006), «Расинг Метро 92», «Тарб», «Мо» и «Стад Домонтуа». С командой «Бордо-Бегль» выступал в Европейском щите. В сборной Румынии Брезояну дебютировал 20 апреля 1996 года матчем против Бельгии, который завершился разгромной победой «дубов» со счётом 83:5. Трижды участвовал в Кубках мира от сборной Румынии в 1999 (3 матча), 2003 (4 матча) и 2007 (3 матча). За свою карьеру Габриэль провёл 71 игру и набрал 142 очка (28 попыток и одна реализация), однако, по иронии судьбы, в матчах Кубка мира им не было набрано ни одно очко — он отметился лишь результативной передачей в игре против Франции на Кубке мира 2003, когда после его передачи попытку занёс Валентин Мафтей. Долгое время Брезояну удерживал рекорд по очкам, пока его не перебил Кэтэлин Ферку.
Брезояну неоднократно пропускал матчи против команд 1-го яруса по состоянию здоровья или играл не в полную силу. В 2002 году он пропустил игру против Шотландии из-за плохого самочувствия, в 2003 году перед самым стартом Кубка мира получил растяжении лодыжки в преддверии матча против Ирландии и чудом успел восстановиться к игре, а в 2007 году в игре группового этапа против Новой Зеландии Брезояну пострадал в результате опасного захвата со стороны восьмого «Олл Блэкс» Сионе Лауаки (Лауаки получил дисквалификацию на два матча).
За время своих выступлений Брезояну, которому пришлось даже сыграть в матче против Англии, завершившимся унизительным разгромом со счётом 0:134, говорил о крайней необходимости иностранного специалиста для румынской сборной — такого, как француз Оливье Сайссе — и требовал от Румынской федерации регби пересмотреть политику и провести радикальные реформы. В настоящее время он проживает в коммуне Бур-ле-Валанс, работает массажистом-кинезитерапевтом.